# Херси, Юссуф
Юссуф Херси (англ. Youssouf Hersi; родился 20 августа 1982 года, Дыре-Дауа, Эфиопия) — нидерландский футболист, выступавший на позиции полузащитника.

## Клубная карьера
Юссуф Херси начал свою футбольную карьеру в юношеской команде СКД’83, затем он выступал за молодёжную команду клуба «Гоу Эхед Иглз». Позже Херси попал в футбольную академию амстердамского «Аякса». Дебют Юссуфа за основную команду клуба состоялся 26 ноября 2000 года, Херси вышел на замену вместо Арона Винтера на 46 минуте матча против «Утрехта», который завершился поражением «Аякса» со счётом 2:1. Всего в чемпионате Нидерландов 2000/01 Херси сыграл 9 матчей за «Аякс». После окончания сезона Юссуф перешёл на правах аренды в клуб НАК Бреда. В новой команде Юссуф получил место в основном составе, в сезоне 2001/02 Херси сыграл за НАК 33 матча и забил 3 мяча, а его клуб по итогам сезона занял 6 место в чемпионате.
В 2002 году Херси вновь был отдан в аренду, на этот раз в клуб НЕК из Неймегена, его дебют состоялся 18 августа 2002 года в матче против «Фейеноорда», Юссуф отыграл весь матч, а его команда проиграла со счётом 2:0. Свой первый мяч за НЕК Юссуф забил 15 сентября 2002 года в матче против «Роды», но это не помогло его клубу избежать поражения со счётом 2:4. Всего в сезоне 2002/03 Херси сыграл за НЕК 30 матчей, в которых забил 9 мячей. Всего в НЕК’е Юссуф провёл два сезона (НЕК после одного года аренды продлил срок пребывания Юссуфа), отыграв за это время 61 матч и забив 19 мячей, после окончания сезона 2003/04, в котором НЕК занял 14 место, Херси покинул клуб и вернулся в «Аякс», с которым у Херси был контракт до 30 июня 2005 года.

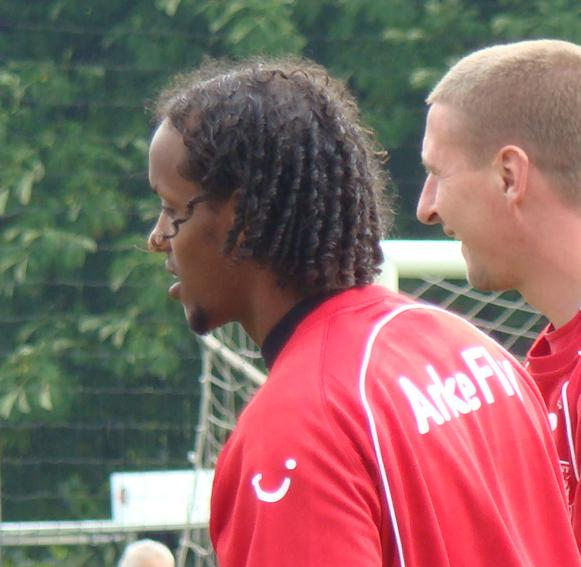
Херси в форме «Твенте»

В 2004 году Юссуф перешёл «Херенвен», сумма сделки между «Аяксом» и «Херенвеном» не разглашалась. Дебют Херси за «Херенвен» состоялся 14 августа 2004 года в матче против АЗ, который завершился вничью 1:1. За пять месяцев в «Херенвене» Юссуф провёл только 9 матчей, а после открытия зимнего трансферного окна перешёл в «Витесс». Дебют за «Витесс» состоялся 23 января 2005 года в матче против «Фейеноорда», Херси отыграл весь матч, а его клуб, благодаря дублю Игора Глушчевича, добился в гостях победы со счётом 1:2. Свой первый мяч за «Витесс» Юссуф забил 6 февраля 2005 года в матче против «Роды», Херси отличился на 23 минуте матча, который завершился победой «Витесса» со счётом 3:0. Всего в сезоне 2005/06 Херси сыграл 17 матчей и забил 1 мяч. Сезон 2006/07 выдался для Херси одним из лучшим, Юссуф в 25 матчах забил 10 мячей, а его клуб по итогам сезона занял 12 место.
В 2007 году Херси подписал контракт до 2010 года с клубом «Твенте». Дебют Юссуфа состоялся 18 августа 2007 года в матче против «Эксельсиора», Херси вышел на замену в концовке матча и отыграл 12 минут, а его клуб победил со счётом 0:2. Всего Юссуф в сезоне 2007/08 провёл за «Твенте» провёл 25 матчей и забил 7 мячей.
В конце августа 2009 года Юссуф перешёл в греческий АЕК, подписав с клубом контракт на один год, с возможность продления ещё на два сезона. В свою очередь «Твенте», взамен Херси, получил финского 22-х летнего полузащитника АЕК’а Перпарима Хетемаю.

## Карьера в сборной
Юссуф родился в Эфиопии, но предпочёл выступать за Нидерланды. В 2000 году Херси был признан лучшим игроком на товарищеском турнире в Югославии, где принимали участие молодёжные команды до восемнадцати лет.
В июне 2001 года Херси в составе сборной Нидерландов отправился на чемпионат мира среди молодёжных команд, до этого, в мае он сыграл на международном турнире во французском Тулоне. Помимо Юссуфа, в сборную было вызвано ещё несколько игроков «Аякса», Рафаэль ван дер Варт, Джон Хейтинга и Мартен Стекеленбург. В первом матче на турнире нидерландцы проиграли сборной Коста-Рики со счётом 1:3, единственный гол в составе «оранжевых» забил именно Юссуф, отличившись сразу после выхода на замену на 62-й минуте. Удачная игра Херси позволила ему уже в следующей игре появиться в основном составе. Во втором матче, состоявшемся 24 июня, команда Луи ван Гала сыграла вничью с Эквадором. На гол Юргена Колина эквадорцы ответили точным ударом Хорхе Варгаса в самой концовке матча. В третьем заключительном матче на групповом этапе сборной Нидерландов предстояло 24 июня встретиться с командой Эфиопией. После первого тайма «оранжевые» вели со счётом 0:2, один мяч был на счету Херси, но итоговый счёт в матче зафиксировал победу нидерландцев со счётом 2:3. Благодаря этой победе Нидерланды вышли в 1/8 финала.
В связи с тем, что шанса у Юссуфа пробиться в первую сборную Нидерландов практически не было, он решил вернуться к варианту со сборной Эфиопией, но приглашение из сборной Херси так и не получил.